# Eka Mamaladze
Eka Mamaladze (gruzijsko: ეკა მამალაძე), gruzijska pevka in pianistka; * 27. marec 1960, Tbilisi
Je gruzijska pevka in pianistka. Izvaja gruzijske in ruske romance – tako solistično, kot v duetu z mamo Nani Bregvadze ali s hčerko Natalijo Kutateladze.